# Stanislav Pedõk
Stanislav Pedõk (6 juni 1988) is een profvoetballer uit Estland die speelt als doelman. Hij staat sinds 2007 onder contract bij de Estische club Flora Tallinn.

## Interlandcarrière
Pedõk maakte in 2012 voor het eerst zijn opwachting bij de nationale ploeg van Estland. Onder leiding van bondscoach Tarmo Rüütli maakte hij zijn debuut op 8 november 2012 in de vriendschappelijke wedstrijd tegen Oman (1-2 zege) in Masqat. Hij viel in dat duel na 76 minten in voor Artur Kotenko. Andere Estische debutanten in die wedstrijd waren Andre Frolov, Karl Mööl (FC Flora Tallinn), Ken Kallaste (JK Nõmme) en Ilja Antonov (FC Levadia Tallinn).